# Monde ouvert
 (mai 2025).
Si vous disposez d'ouvrages ou d'articles de référence ou si vous connaissez des sites web de qualité traitant du thème abordé ici, merci de compléter l'article en donnant les références utiles à sa vérifiabilité et en les liant à la section « Notes et références ».
Dans le domaine du jeu vidéo, un monde ouvert ou monde libre (ou encore en anglais open world), est un concept de level design dans lequel le joueur a la possibilité de parcourir librement un monde virtuel en ayant les moyens d'agir sur plusieurs facteurs (tel des objets ou autres éléments du décor). Ce concept est exploité par de nombreux jeux depuis le début des années 2000, au point d'être parfois accusé d'être utilisé comme un artifice servant à allonger la durée de vie.
Le terme de monde ouvert est souvent confondu avec celui de sandbox. Bien qu'ils soient liés, il s'agit de deux concepts différents. Le terme de monde ouvert décrit l'environnement du jeu en lui-même et fait allusion à l'absence de barrières artificielles, tels les murs invisibles ou bien les écrans de chargement, qui figurent généralement dans du level design linéaire. Le terme de sandbox (bac à sable) quant à lui fait plutôt référence à la mécanique du jeu et à comment le joueur joue de manière créative, sans qu'on lui souffle la « bonne manière » de jouer.

## Mécanismes d'un monde ouvert
Deux types de monde ouvert sont à distinguer :
- les mondes ouverts « statiques » : le monde est créé manuellement par les level-designers et reste le même pour tous les exemplaires du jeu. Cela lui assure une certaine cohérence ainsi qu'une esthétique propre. Des exemples notables sont les séries  Grand Theft Auto, The Elder Scrolls, ou encore la plupart des MMORPG ;
- les mondes ouverts « procéduraux » : le monde est généré suivant un algorithme de génération procédurale. Il est de ce fait unique à chaque partie. Cette technique permet également l'existence de mondes infinis : le monde est alors généré au fur et à mesure que le joueur progresse. Les bases sont posés par Minecraft, un jeu bac-à-sable qui permet l'exploration d'un monde pratiquement infini, ou encore un jeu de gestion, Dwarf Fortress, capable de générer des mondes ayant des continents, des montagnes, des vallées, des rivières, différents climats…

## Historique
En 1981 commence la série des Ultima avec la sortie d’Ultima I, considéré comme la base des CRPG et des mondes ouverts.
Sorti en 1984, le jeu de commerce et de combat spatial Elite est souvent présenté comme l'un des pionnier des jeux en monde ouvert,.
En 1986 sort le premier The Legend of Zelda, sa liberté d'action et sa carte divisé en 64 cases le rendent très influents dans le milieu du monde ouvert.
En 1989 sort Vette!, le premier jeu vidéo de course en monde ouvert en 3D.
En 1994, le jeu de rôle The Elder Scrolls: Arena marque par son monde ouvert qui restera pendant toute une génération comme le plus vaste de son époque, plus de 9 000 000 km de large en estimation. (En réalité, la carte est interactive et permet de se déplacer en voyage rapide d'un lieu à un autre, ceux-ci n'étant pas connecté. Les lieux sont explorables et sans limites réelles, les décors se répétant à partir d'une certaine distance explorée.) La série The Elder Scrolls se poursuit mais fait évoluer son design ː elle réutilise et affine son concept premier avec une carte plus restreinte dans The Elder Scrolls II: Daggerfall puis le limite grandement, en se modernisant à partir de The Elder Scrolls III: Morrowind. A partir de là, les réalisations suivantes de Todd Howard garderont le même style de design (The Elder Scrolls IV: Oblivion en 2006, The Elder Scrolls V: Skyrim en 2011, Fallout 3 en 2008, Fallout 4 en (2016) ou encore Starfield en 2023). Enfin dans cette catégorie de level-design, on peut également ajouter des jeux tel que ː Fallout: New Vegas (2010), The Outer Worlds (2019), Dread Delusion (2024), Avowed (2025) ou encore Kingdom Come: Deliverance (2018) et sa suite (2025).
La sortie en 1996 de Super Mario 64 marque par l'utilisation pertinente de la 3D vis-à-vis du level design et des mouvements de Mario. permettant la transfiguration du game-design axé sur la liberté de mouvement du joueur et des objectifs à accomplir. The Legend of Zelda: Ocarina of Time en 1998, réutiliser ces bases pour créer une narration et des interactions vraisemblable autour du gameplay d'action-aventure et d'une narration très ambitieuse. Les bases du design d'environnement 3D sont posés au même titre que l'action-aventure 3D.
En 1999, deux jeux importants dans la veine de Vette! sortent Midtown Madness et Driver. Le moteur du premier jeu sera d'ailleurs remanié et utilisé dans GTA IV ainsi que GTA V. Driver, utilise un concept entièrement lié au véhicule. Le jeu est également noté pour son scénario et ses inspirations 70's. Sortiront entre autres Outcast, ainsi que The Nomad Soul.
En 1998, sort le jeu d'aventure d'enquête Mizzurna Falls. Si le gameplay rigide, l'empêche d'être bien reçu, le jeu est noté comme un précurseur des open-world 3D en temps réel. 
Mais c'est surtout Shenmue, sorti en 1999, qui révolutionne le jeu vidéo avec la liberté d'action qu'il offre au joueur, ses graphismes très en avance sur son époque, ainsi que son histoire. Le jeu s'établit dans un univers urbain, la ville étant découpée en quatre quartiers qui sont des reproductions en trois dimensions plus ou moins réalistes et fidèles de lieux existant réellement. Le cycle temporel à une importance capitale car au-delà du concept de timer diégétique qui éclanche un game-over (à la date du mercredi 15 avril 1987 à 16h00), on note le concept de routine qui est appliquée à l'environnement (météo, cycle jour/nuit...), aux interactions (ouverture et fermeture des commerces, journée de travail, horaires de bus...) et même aux PNJs (routines journalière et hebdomadaires des PNJs, évènements et discussions ponctuelles...). Yū Suzuki défini le game design comme un jeu "free quest", l'intrigue reposant sur une vaste quête de vengeance à travers la ville, reposant sur l'exploration, la recherche d'indice, l'interrogation de PNJ et les interactions avec l'environnement ouvert mais aussi le combat et plusieurs quêtes secondaires. Entres autres chose, le jeu est également précurseur dans l'utilisation des mini-jeu et des QTE. On notera que la saga des Like a Dragon, bien que plus axé sur la narration et moins sur l'open-world, s'inspire grandement de se concept. On notera également les suites ː Shenmue II (2001) et Shenmue III (2019) ou encore Deadly Premonition (2010).
En 2001, la série Grand Theft Auto, qui était auparavant en 2D, sort son troisième épisode, Grand Theft Auto III, qui sera le jeu le plus vendu aux États-Unis en 2001 et définira le design concept de GTA-like. Il s'en écoulera en tout douze millions d'exemplaires. Le GTA-like à de grande inspirations de Shenmue. Bien moins détaillé, le jeu se distingue par une narration cinématographique, une exploration plus libre et surtout une plus grande mobilité (en particulier l'utilisation des véhicules qui est centrale pour parcourir la carte). Le GTA-like va devenir l'un des design type des jeux en monde ouvert moderne. L'impact de Shenmue se fera sentir de plus en plus au fur et à mesure des opus (en particulier à partir de Grand Theft Auto: San Andreas sorti en 2004) avec notamment la présence de mini-jeu, de lieux a exploré et d'un nombre de commerce de plus en plus important. On notera, entres autres, en jeu de type GTA-like ː la série GTA, la série Red Dead, la série Watch Dogs, ou encore la série Saints Row.
On peut noter quelques jeu complémentaire notamment The Getaway (2002), jeu supra-réaliste qui reproduit des quartiers de Londres au mètre près grâce à une étude approfondie des relevés topographiques de la ville.
En 2004, World of Warcraft redéfinit le design des MMORPG avec ses portails et ses environnement à leveling mais aussi ses factions avec environnement personnalisés.
Assassin's Creed sort en 2007. Bien que le jeu soit découpé en zone précise et n'offre, rétrospectivement parlant, pas un grand nombre d'interaction. Le design du jeu va servir de base pour les jeux d'action-aventure open-world dit "à la Ubisoft" ou de type "Ubisoft". Un type de jeu action-aventure dont le design est marqué par la récolte d'objet et surtout l'évolution de l'équipement et des environnements au fil de la narration. Inspiré par le précédent jeu de Patrice Désilets (à savoir Prince of Persia : Les Sables du Temps de 2003), il s'agit d'un jeu où le déplacement conceptuel (parkour, gadgets, véhicule extraordinaires, etc.) et l'évolution des modèles 3D avec la progression est presque systématique. Le jeu à une progression temporel et narrative très marqué, avec une histoire principal influent directement et invariablement sur les actions possibles et sur l'environnement. On retrouve systématiquement l'amélioration d'équipements et parfois le concept de tour de synchronisation, affichant sur la carte, objets à récolter et point d'intérêts une fois le point de synchronisation atteint. Les annotations de la carte sont au cœur de la navigation car ils permettent la récupération des objets ou le déclenchements des missions et d'éléments d'intrigues. On peut noter qu'Assassin's Creed II, sorti en 2009, et Far Cry 3, sorti en 2012, mais aussi Batman: Arkham City (2011) du studio Rocksteady Studios vont affiner le concept. Ce type de monde ouvert est (avec le GTA-like et l'open-world de CRPG), l'un des courants de level-design majeure du genre. Les jeux sortis après 2015 (influencé probablement par l'Action-RPG, The Witcher 3: Wild Hunt) vont tenter d'intégrer à leur jeux des éléments de Light RPG (comme pour Assassin's Creed Origins, Far Cry: New Dawn ou encore Marvel's Spider-Man d'Insomniac Games) avec des arbres de talents simplifiés ne permettant plus seulement d'amélioré de l'équipements mais aussi d'acquérir des compétences et d'intégrer un leveling d'ennemis. Dans cette catégorie, on peut noter entre autres ː la série des Assassin's Creed, les épisodes de Far Cry après Far Cry 3 mais aussi Batman: Arkham City (2011), Batman: Arkham Origins (2013), Batman: Arkham Knight (2015), Metal Gear Solid V: The Phantom Pain (2015), la série des Marvel's Spider-Man, la série des Dying Light ou encore la série Just Cause depuis Just Cause 2.
En 2010, Xenoblade Chronicles marque entre autres choses par un monde ouvert sans aucun temps de chargement génératif.
En 2011 sort Minecraft, jeu popularisant le sandbox. Bien qu'il ne s'agisse pas d'un monde ouvert mais d'un bac-à-sable, le jeu est notable par son utilisation très moderne de la carte généré de manière procédurale ce qui aura une influence sur plusieurs jeu en monde ouvert, notamment No Man's Sky sorti en 2016.
La plus grande innovation récente dans le domaine de l'open world est la sortie de The Legend of Zelda: Breath of the Wild en 2017, inspiré du design par soustraction de Fumito Ueda avec Shadow of the Colossus. Breath of the Wild utilise les feed-back visuels environnementaux pour que le joueur soit inciter à accomplir tel ou telle actions sans jamais être contraint. Bien que certains jeux en monde ouvert l'est déjà plus ou moins appliquée, la liberté du joueur et le naturel avec laquelle il est amené à accomplir tel ou telle actions (dût au design interconnectant tous les éléments environnementaux entre eux), marque le départ d'un nouveau genre de design, bouleversant l'approche des jeux d'action-aventure dominé par le GTA-like et le monde ouvert type Ubisoft. L'omniprésence de son gameplay émergent approche le jeu en bac-à-sable. On peut noter qu'Elden Ring de 2022 et The Legend of Zelda: Tears of the Kingdom de 2023 ont enrichi le concept.